# Acanthogorgia australiensis
Acanthogorgia australiensis är en korallart som beskrevs av Jörn Hentschel 1903. Acanthogorgia australiensis ingår i släktet Acanthogorgia och familjen Acanthogorgiidae. Inga underarter finns listade i Catalogue of Life.